# SAKURA 〜雪月華〜
『SAKURA〜雪月華〜』（さくら・せつげっか）は2003年7月31日にプリンセスソフトより発売された、PlayStation 2用恋愛アドベンチャーゲーム。正式なタイトルは『Sakura〜雪月華〜』

## 概要
2005年5月27日に『SAKURA〜雪月華〜 花鳥風月プレミアムエディション』としてCIRCUSよりPC移植版が発売された。CIRCUSとプリンセスソフトの合同開発である。

## あらすじ
春休みのある日、私立上代学園で他の生徒が帰省するなか、草薙誠をはじめ4人の少年少女と1人の教師だけが寮に残っている。そんな彼らの前にどこか神秘的なな雰囲気の転校生の明日香が現れる。明日香は草薙たちに「この本を芝居にして欲しい」と一冊の古ぼけた本を手渡す。その劇が自分たちを不思議な運命へ導くことになるとも知らずに主人公は舞台脚本にすることを引き受けるのだった。

## 登場人物
草薙 誠（くさなぎ まこと）声：石田彰
主人公。演劇部の脚本担当。少ない部員数のため、時には自身が出演する。剣道の有段者で、怒らせたら部長より怖い。
「平安編」では「安倍晴明（あべの せいめい）《本名平将国（たいらの まさくに）》」（声：子安武人）、「鎌倉編」では木曾義仲の息子「木曾義高（きそ よしたか）」、「大正編」では誠二の双子の兄・小説家の「仲本慎一（なかもと しんいち）」（声：子安武人）を演じる。
草薙 小雪（くさなぎ こゆき）声：堀江由衣
草薙誠の従妹。誠のことが大好きで、兄のように慕っている。誠の為に手料理を作ることもあるが、その過程及び見た目は壊滅的。メインヒロインの1人。可愛いものが好き。
「平安編」では謎の少女「雪（ゆき）」、「鎌倉編」では源頼朝の娘「大姫（おおひめ）」、「大正編」では病弱な「麻生雪美（あそう ゆきみ）」を演じる。
出雲 明日香（いずも あすか）声：田村ゆかり
春休み中に転入してきた謎の美少女。天然ボケで極度のドジッ娘。がんもどきや油揚げが好物で、よく自身の料理にそれらをいれる。メインヒロインの1人。
「平安編」では式神の「玉藻（たまも）」、「鎌倉編」では女房の「美繰（みくり）」、「大正編」では雑誌記者の「久世飛鳥（くぜ あすか）」を演じる。
月島 円（つきしま まどか）声：野川さくら
春に転入した下級生。（小説版では小雪が関与）箱入り娘で生粋のお嬢様。人見知りが激しく、非常に大人しい。小雪によく弄られている。
「平安編」では冷酷な「形代ノ式神（かたしろのしきがみ）」、「鎌倉編」では大姫の人形「月（つき）」を演じる。
深海 優子（ふかみ ゆうこ）声：氷上恭子
演劇部部長。外見だけは知的な眼鏡美人。極度の面倒くさがり。弟（慎）を扱き使ったり、自身の考えを無理矢理通す主義者にして、別名「破壊の権化」。もずくが嫌い。
「大正編」では、骨董屋「ゆきわや」の使用人「室戸小町（むろと こまち）」を演じる。
九十九 奈々（つくも なな）声：水樹奈々
実家にいる6人の兄の影響で、がさつで豪快な性格の女の子。深海優子に憧れている。部員の中で一番長身、持ち前の腕力で演劇の裏方役が多い。一方で演劇の衣装作成を手がけるなど、裁縫が得意。
「鎌倉編」では、女房の「八重（やえ）」を演じる。
酒桝 十和子（さかます とわこ）声：豊嶋真千子
学園の封印塚の取材の為に、学園に忍び込んだフリールポライター。炊事洗濯が得意で、どんな物を食べても平気だが、酒類に対しては匂いを嗅ぐだけで酔っ払う。
「大正編」では、少女の「諸星三都子（もろぼし みつこ）」を演じる。
深海 慎（ふかみ まこと）声：子安武人
深海優子の弟。エセ関西弁を喋るギャグメーカー。普段姉に扱き使われている為か、炊事洗濯が得意である。小雪に恋心を抱いているが、気付いてもらえないでいる。
「大正編」では、骨董屋「ゆきわや」の店主・慎一の双子の弟「仲本誠二（なかもと せいじ）」を演じる。
田原 秀樹（たわら ひでき）声：置鮎龍太郎
演劇部の顧問。普段はやる気のないグータラ教師。ヘビースモーカーであり、煙草へのこだわりは強い。
「平安編」では武将の「藤原秀郷（ふじわら ひでさと）」、「鎌倉編」では謎の僧「信救（しんきゅう）」、「大正編」では医師の「俵藤一郎（たわら とういちろう）」を演じる。
葛葉（くずは）声：浅川悠
「平安編」より登場。平将国（安倍晴明）の母親にして、平将門の妻。稀代の陰陽師で夫の仇の藤原秀郷の命を狙い、狂気の道に走る。「鎌倉編」では北条政子（ほうじょう まさこ）に亡霊として憑依している。十握剣を狙う。
賀茂忠行（かもの ただゆき）
「平安編」のみ登場。平将国（安倍晴明）の師匠の陰陽師。おだやかで飄々とした性格。晴明たちを暖かく見守る。
平将門（たいらの まさかど）声：子安武人
「平安編」より登場。平将国（安倍晴明）の父親。朝廷に反乱を起こし、親友の藤原秀郷に討たれる。残される妻と息子のことを案じていた。神剣・草薙剣の継承者。

## スタッフ
- 企画・原案：御影
- シナリオ:童本桜、ぶらざあのっぽ
- キャラクターデザイン：七尾奈留、鳴瀬ひろふみ
- 原画：七尾奈留、鳴瀬ひろふみ、たにはらなつき
- 音楽：安瀬聖

## 主題歌
- オープニング曲「空のリフレイン」
  - 作詞：畑亜貴 / 作曲・編曲：長田直之 / 歌：堀江由衣
- 草薙小雪エンディング曲「桜見る運命」
  - 作詞：有森聡美 / 作曲・編曲：矢吹俊郎 / 歌：堀江由衣
- 出雲明日香エンディング曲「瞳の旅人」
  - 作詞：畑亜貴 / 作曲・編曲：添田啓二 / 歌：田村ゆかり
- 月島円エンディング曲「「好き」のモノローグ」
  - 作詞：畑亜貴 / 作曲：高橋かずみ / 編曲：五島翔 / 歌：野川さくら
- 深海優子エンディング曲「やわらかい切なさ」
  - 作詞：畑亜貴 / 作曲：伊藤千夏 / 編曲：五島翔 / 歌：氷上恭子
- 九十九奈々エンディング曲「Oh yes」（劇中歌全集での表記は『Oh yes!』）
  - 作詞：有森聡美 / 作曲・編曲：大平勉 / 歌：水樹奈々
- 酒桝十和子エンディング曲「静かな花のように」
  - 作詞：畑亜貴 / 作曲・編曲：堀隆 / 歌：豊嶋真千子
- グランドエンディング曲「SAKURA…舞い散るそらへ」（劇中歌全集での表記は『SAKURA…舞い散る空へ』）
  - 作詞：畑亜貴 / 作曲：ゆうまお / 編曲：飯塚昌明 / 歌：野川さくら

## ラジオドラマ
『野川さくらのマシュマロ♪たいむ』内にて放送しました。
キャスト
- 草薙小雪 - 堀江由衣
- 出雲明日香 - 田村ゆかり
- 月島円 - 野川さくら
- 深海優子 - 氷上恭子
- 九十九奈々 - 水樹奈々
- 酒桝十和子 - 豊嶋真千子
- 草薙誠 - 石田彰
- 深海慎 - 子安武人
- 田原秀樹 - 置鮎龍太郎

## CD

### ボーカルアルバム
収録曲
1. 空のリフレイン
  - 歌 - 堀江由衣

2. 桜見る運命
  - 歌 - 堀江由衣

3. 瞳の旅人
  - 歌 - 田村ゆかり

4. 「好き」のモノローグ
  - 歌 - 野川さくら

5. やわらかい切なさ
  - 歌 - 氷上恭子

6. Oh yes!
  - 歌 - 水樹奈々

7. 静かな花のように
  - 歌 - 豊嶋真千子

8. SAKURA…舞い散る空へ
  - 歌 - 野川さくら

9. 空のリフレイン（Instrumental）
10. SAKURA…舞い散る空へ（Instrumental）

### ドラマCD
- SAKURA〜雪月華〜 序章・黎明編（2003年、東京キャラクターショウ2003で限定配布）
- SAKURA〜雪月華〜 ビジュアルファンブック付録ドラマCD 独創演劇（2003年9月）
- SAKURA〜雪月華〜 CDドラマシリーズ第一幕『邂逅』 （2004年11月26日 RIO-001）
- SAKURA〜雪月華〜 CDドラマシリーズ第二幕『永別』 （2005年1月28日 RIO-002）
- SAKURA〜雪月華〜 CDドラマシリーズ第三幕『魂祓』 （2005年3月25日 RIO-003）

## 書籍
- SAKURA〜雪月華〜 ビジュアルファンブック（2003年9月 ISBN 4-7577-1600-1）
- 小説版『SAKURA〜雪月華〜』（2003年9月 ISBN 4-7577-1576-5）